# شهرستان واشنگتن (ایلینوی)
شهرستان واشنگتن، (به انگلیسی: Washington County) شهرستانی در ایالت ایلی‌نوی ایالات متحده آمریکا و بر طبق سرشماری ۲۰۱۰ این شهرستان ۱۴۷۱۶ نفر جمعیت داشته‌است.
طبق سرشماری ۲۰۱۰، مساحت این شهرستان ۱۴۶۰٫۵ کیلومتر مربع وسعت داشته که از این مقدار ۰٫۲۴ درصد آب و ۹۹٫۷۶ درصد خشکی می‌باشد.
این شهرستان در ۱۸۱۸ از شهرستان سنت کلیر جدا شده‌است. این شهرستان نام خود را از جورج واشنگتن نخستین رئیس جمهور آمریکا گرفته شده‌است.
- نش ویلا، ایلی‌نوی، مرکز شهرستان

## نگارخانه

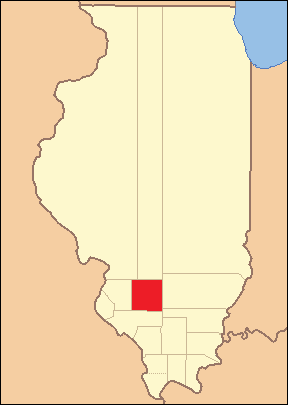
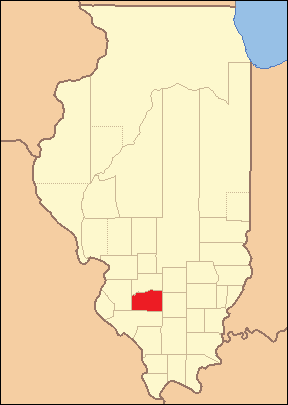

## همسایگان و راه‌ها
همسایگان این شهرستان عبارتند از:
- شمال: شهرستان کلینتون
- شمال‌شرق: شهرستان ماریون
- شرق: شهرستان جفرسون
- جنوب‌شرق:
- جنوب: شهرستان پری
- جنوب‌غرب: شهرستان راندولف
- غرب: شهرستان سنت کلیر
- شمال‌غرب:

راه‌های اصلی این شهرستان:
1. بزرگراه میان‌ایالتی ۶۴
2. بزرگراه ۵۱ ایالات متحده
3. جاده ۴ ایلی‌نوی
4. جاده ۱۵ ایلی‌نوی
5. جاده ۱۲۷ ایلی‌نوی
6. جاده ۱۵۳ ایلی‌نوی
7. جاده ۱۷۷ ایلی‌نوی
8. جاده ۱۶۰ ایلی‌نوی